# Propositura del Santissimo Nome di Gesù

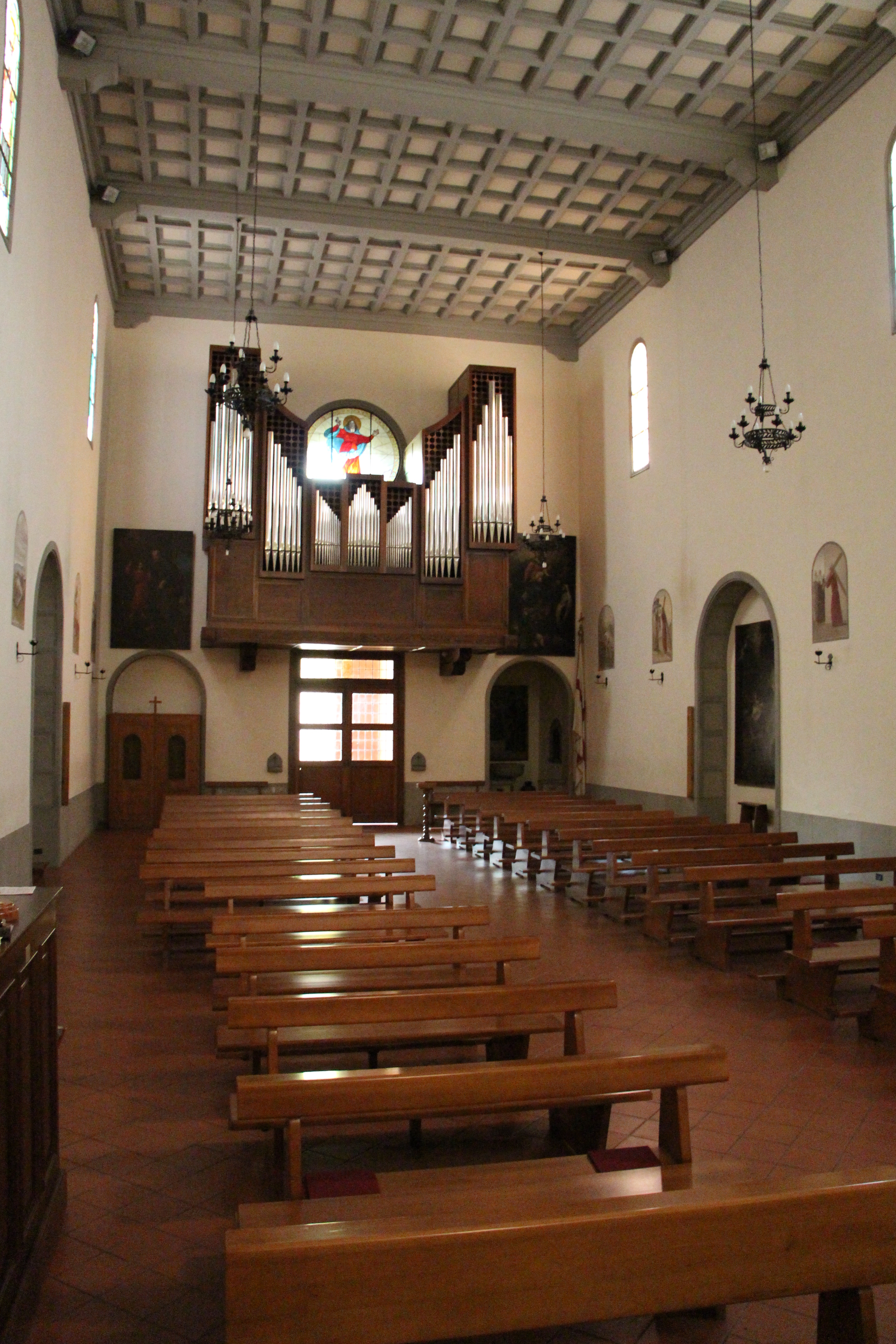
Interno

La propositura del Santissimo Nome di Gesù è il principale luogo di culto cattolico di Pratovecchio (provincia di Arezzo), situato in piazza Landino.

## Storia
Fino alla costruzione della chiesa del Santissimo Nome di Gesù, la chiesa pubblica in Pratovecchio era soltanto quella del Monastero di Santa Maria della Neve. La nuova chiesa venne costruita per volontà della Compagnia omonima, fondata nel 1570 dal sacerdote Vincenzo Galassi, cappellano rappresentante dei camaldolesi nella zona. Questi incoraggiò anche gli abitanti del borgo alla edificazione della nuova chiesa che, iniziata nel 1592, fu terminata nel 1616. Successivamente la chiesa fu arricchita da cappelle con altari ornati con diverse tele, mentre nel 1670 a spese della famiglia Nardi, il cui palazzo è tutt'oggi adiacente alla chiesa, fu realizzato l'altare maggiore, abbattendo anche la sacrestia, che era arricchito anche di stucchi. Più tardi, nel 1709, fu realizzata la nuova sacrestia, mentre nel 1742 l'altare maggiore fu completamente rifatto a spese ancora una volta della famiglia Nardi, ed era decorato anch'esso da stucchi e scagliole. 
Nel XX secolo la chiesa è stata oggetto di una quasi totale ricostruzione ed è stata portata ad uno stile rinascimentale privandola delle aggiunte sei-settecentesche. Negli anni cinquanta del XX secolo è stata realizzata la Via Crucis dipinta.

## Descrizione

### Esterno
L'avancorpo è costituito dall'originaria facciata rinascimentale. A capanna, è ornata, al centro, da un rosone circolare e, più in basso, dal portale in pietra, con architrave decorato da due angeli in rilievo posti centralmente. Sullo spiovente destro dell'avancorpo vi è il campanile del XVI secolo, in blocchi di pietra e mattoni, con copertura di tegole, avente, all'interno della cella campanaria, tre campane intonate in Sol maggiore - la più antica delle quali risale al 1678. Alla destra della facciata, si trova quella più piccola, dell'oratorio della Confraternita della Misericordia, con intonaco dipinto a finto bugnato e portale sormontato da finestra a lunetta.

### Interno
L'interno della chiesa è in un sobrio stile neorinascimentale, con navata unica coperto con soffitto a cassettoni sorretto da travi poggianti su mensole. Sulle pareti, vi è la Via Crucis affrescata, opera del veneziano Giovanni Bassan (anni cinquanta del XX secolo). Le vetrate policrome della chiesa sono anch'esse degli anni cinquanta del XX secolo.
L'interno della chiesa conserva numerose opere d'arte, provenienti anche da chiese del territorio. In una cappella che si apre sul lato destro sono raccolte alcune opere provenienti dalla Pieve di San Pietro a Romena: l'opera più antica, la Madonna in trono con il Bambino (fine XIII secolo), riferita al Maestro di Varlungo, artista prossimo a Cimabue ma anche uno dei primi interessati alle novità giottesche, proviene anticamente dalla cappella del castello di Romena. Un trittico smembrato, di cui si conservano qui la parte centrale raffigurante la Madonna con il Bambino e i Santi Pietro e Paolo e il laterale con i Santi Giovanni Battista e Sant'Antonio Abate, di Giovanni del Biondo (1386); la Madonna del Rosario coi quindici misteri di Francesco Mati, firmata e datata 1589, già all'altare destro della Pieve di Romena, dove sul sostrato alloriano della sua formazione innesta un naturalismo di carattere neorinascimentale. Nella stessa cappella è anche un altro trittico di Giovanni del Biondo, del 1380 circa, che era la  pala d’altare per la Chiesa dedicata a San Jacopo e San Cristoforo a Villa in prossimità di Castel Castagnaio. All'altare è un pregevole Crocifisso ligneo tardo quattrocentesco intagliato da Romualdo abate di Candeli e dipinto forse da Neri di Bicci, con le braccia snodabili.
Nell'aula della chiesa sono altre opere d'arte: in controfacciata, in una cappellina è una Madonna in trono e Santi attribuita al Maestro di San Miniato o, più frequentemente, a Francesco Botticini, databile agli anni settanta del Quattrocento. Sempre in controfacciata, a sinistra, è un San Giuseppe col Bambino Gesù di Mario Balassi, in origine ad un altare destro della chiesa. Alla parete destra, in una nicchia, si trova una pregevole tela del pratovecchino Jacopo Vignali raffigurante una Consegna delle chiavi a San Pietro, commissionata dalla famiglia Nardi e databile intorno al 1635-40 circa, l'unica opera sicura lasciata dal pittore pratovecchino per la sua terra natale.
L'abside, coperta con volta a crociera dipinta con i Quattro Evangelisti, ospita il presbiterio, con altare e ambone moderni in marmo ed antico tabernacolo ligneo barocco scolpito e dipinto del XVIII secolo. Su ognuna delle due pareti laterali si apre, con una trifora, una loggetta. 
Alla parete sinistra, in una nicchia è un'importante tela di Francesco Botti, allievo di Simone Pignoni, con la Circoncisione, firmata in basso a destra, in origine commissionata dalla famiglia Nardi, residente nel palazzo adiacente, per l'altare maggiore della chiesa rinnovato a partire dal 1670 per iniziativa di Francesco Maria di Raffaello Nardi. La tela andò a sostituire, nel 1690, un precedente dipinto di medesimo soggetto. Nella controfacciata adiacente è un'altra tela firmata dal Botti, una Madonna del Rosario realizzata tra 1680 e 1685 per l'altare del Rosario della Chiesa del Monastero di Santa Maria della Neve, poi trasferito nel 1690 in un altare omonimo dell'antica chiesa.

### Organo a canne
Nella chiesa si trova l'organo a canne Chichi opus 183, costruito nel 1997. Lo strumento è a trasmissione integralmente elettrica, ed è costituito da due corpi: sulla controfacciata, entro una cassa lignea con mostra composta da canne di principale, è il Grand'Organo (prima tastiera) e del Pedale; sulle due loggette dell'abside si trovano invece le canne dell'Espressivo (seconda tastiera). La consolle, mobile indipendente, si trova nella navata, nei pressi del presbiterio, ed ha due tastiere di 61 note ciascuna ed una pedaliera concavo-radiale di 32.